# Insulele Pribilof

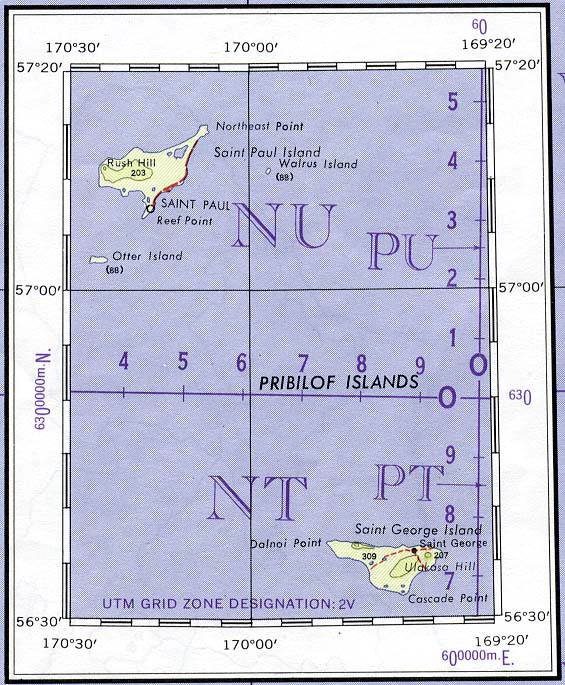
Harta Insulelor Pribilof

Insulele Pribilof sau Insulele Pribilov (engleză The Pribilof Islands, rusă Острова Прибылова) este un grup de patru insule vulcanice, aflate în apropierea coastei Alaskăi, în Marea Bering, la aproximativ 320 km de localitatea Unalaska.
Insulele prezintă un relief deluros și nu au porturi; sunt un loc de împerechere pentru majoritatea speciilor de foci cu blană, din aprilie până în noiembrie. Vânarea în scop comercial a focilor a fost întreruptă în 1986. Insulele mai găzduiesc și numeroase specii de păsări, vulpi-albastre și albe. Populația indigenă este alcătuită din aleuți.